# Liste der Bodendenkmale in Steimbke
In der Liste der Bodendenkmale in Steimbke sind die Bodendenkmale der niedersächsischen Gemeinde Steimbke aufgeführt. Die Quelle ist der Denkmalatlas Niedersachsen. 

Steimbke im Landkreis Nienburg

Der Stand der Liste ist der 15. Januar 2025.

## Allgemein
In den Spalten finden sich folgende Informationen des Bodendenkmales:
| Lage         | geographische Koordinaten                                                           |
| Bezeichnung  | Bezeichnung lt. Denkmalatlas                                                        |
| Beschreibung | Beschreibung lt. Denkmalatlas                                                       |
| ID           | Objekt-ID                                                                           |
| Bild         | Bild, ggf. zusätzlich mit Link zu weiteren Fotos im Medienarchiv Wikimedia Commons. |

## Sonnenborstel
| Lage                        | Bezeichnung                 | Beschreibung | ID       | Bild |
| --------------------------- | --------------------------- | --- | -------- | ---- |
| 52° 39′ 50″ N, 9° 18′ 20″ O | Sonnenborstel 5, Grabhügel  | Durchmesser ca. 14 m und Höhe ca. 1,3 m, hochgewölbt. | 36180326 | BW   |
| 52° 40′ 14″ N, 9° 20′ 21″ O | Sonnenborstel 23, Grabhügel | Durchmesser ca. 11 m und Höhe ca. 0,7 m, leicht verflacht, unregelmäßige Oberfläche, zentrale Eingrabung. Mehrere verwachsene Fahrspuren, vor allem im Süden. Ränder stark gestört. | 49896466 | BW   |
| 52° 40′ 13″ N, 9° 20′ 21″ O | Sonnenborstel 24, Grabhügel | Durchmesser ca. 15 m und Höhe ca. 0,7 m, gewölbt, unregelmäßige Oberfläche und Einkuhlung im Westen, Ränder laufen sanft aus.                                                       | 49896547 | BW   |

### Sonnenborstel 4
- ID:36180287
- Grabhügelfeld.

| Lage                        | Bezeichnung      | Beschreibung                                                              | ID       | Bild |
| --------------------------- | ---------------- | ------------------------------------------------------------------------- | -------- | ---- |
| 52° 40′ 43″ N, 9° 17′ 17″ O | Sonnenborstel 4  | Durchmesser ca. 15 m und Höhe ca. 0,8 m, zur Ackerfläche hin höher.       | 45942844 | BW   |
| 52° 40′ 44″ N, 9° 17′ 18″ O | Sonnenborstel 11 | Durchmesser ca. 15 m und Höhe ca. 0,8 m, mit Tierbauen in der Oberfläche. | 45943046 | BW   |
| 52° 40′ 44″ N, 9° 17′ 19″ O | Sonnenborstel 12 | Durchmesser ca. 13 m und Höhe ca. 0,6 m, mit auslaufendem Rand.           | 45943166 | BW   |
| 52° 40′ 44″ N, 9° 17′ 22″ O | Sonnenborstel 13 | Durchmesser ca. 12 m und Höhe ca. 0,6 m, unbeschädigt.                    | 45943269 | BW   |
| 52° 40′ 44″ N, 9° 17′ 24″ O | Sonnenborstel 14 | Durchmesser ca. 13 m und Höhe ca. 0,8 m, unbeschädigt.                    | 45943409 | BW   |
| 52° 40′ 48″ N, 9° 17′ 22″ O | Sonnenborstel 15 | Durchmesser ca. 12 m und Höhe ca. 0,6 m, unbeschädigt.                    | 45943561 | BW   |

## Steimbke
| Lage                        | Bezeichnung            | Beschreibung | ID       | Bild |
| --------------------------- | ---------------------- | --- | -------- | ---- |
| 52° 39′ 56″ N, 9° 21′ 16″ O | Steimbke 13, Grabhügel | Durchmesser ca. 10 m und Höhe ca. 0,6 m, Oberfläche durch Eingrabungen stark gestört.                                                         | 36097580 | BW   |
| 52° 39′ 55″ N, 9° 21′ 15″ O | Steimbke 14, Grabhügel | Durchmesser ca. 7 m und Höhe ca. 0,4 m, Oberfläche durch Eingrabungen stark gestört.                                                          | 38286743 | BW   |
| 52° 39′ 50″ N, 9° 21′ 35″ O | Steimbke 28, Grabhügel | Durchmesser ca. 15 m und Höhe ca. 1 m. Kuppe gewölbt, Ränder abgesetzt. Alte Fahrspuren stören die Oberfläche im Süden und Nordosten.         | 49895649 | BW   |
| 52° 40′ 8″ N, 9° 22′ 39″ O  | Steimbke 29, Umwallung | Rundbogige Anlage, Dm. 54 m, Wallhöhe nicht genau bestimmbar. Im Süden nicht mehr erhalten. In der Mitte eine eckige grabenartige Vertiefung. | 49896607 | BW   |